# El puño de hierro
El puño de hierro és una pel·lícula muda mexicana realitzada en 1927 pel director Gabriel García Moreno. Es tracta de la primera pel·lícula mexicana que va portar a la pantalla gran el tema de les drogues i la violència del seu entorn. Després d'haver estat perduda per anys, va ser restaurada per la Filmoteca de la UNAM amb la coordinació de Francisco Gaytán, Esperanza Vázquez en la restauració editorial, Manuel Rodríguez Bermúdez en l'edició, José Antonio Valencia en l'assistència tècnica, José María Serralde en la musicalització amb Ensamble Cine Mudo. La pel·lícula es reestrena l'any 2002 i es restaura digitalment en el 2017 pels laboratoris Fixafilms a Polònia.

## Sinopsi
El protagonista Carlos Hernán (Octavio Valencia) acudeix per curiositat a l'antre d'El Buitre i El Tieso, on s'injecta heroïna. Mentrestant, en un parc el doctor Anselmo Ortiz (Manolo de los Ríos) dona una conferència sobre els mals de la toxicomania i és aquí on Laura (Hortensia Valencia) demana ajuda al doctor per al seu nuvi Carlos. D'altra banda, Carlos fa xantatge a Antonio (Carlos Villatoro)- cap de la banda El Murciélago- per a entrar al negoci de les drogues i la seva núvia, Esther (Lupe Bonilla) participa en aquest xantatge. Laura és enganyada pel Doctor Ortiz, qui en realitat és El Tieso, per a acudir a l'antre i es desenganyi del seu nuvi Carlos. Juanito (Guillermo Pacheco) i Perico (Manuel Carrillo) coneixen la veritable identitat del doctor Ortiz i aquest, en veure's descobert, ordena al Buitre (Ignacio Ojeda) que llanci als drogoaddictes al pou. Carlos intenta salvar a la seva núvia Laura d'aquest fatal destí amb poc èxit. Carlos desperta bruscament i s'adona que tot és un malson, la qual cosa el porta a prendre la decisió d'allunyar-se d'aquest mal vici.

## Musicalització
Musicalitzada per José María Serralde amb l'Ensamble Cine Mudo, per a aquest projecte d'acompanyament es van basar en un exercici de música composta amb l'estil i estètica de l'època en la qual es troba la pel·lícula, principalment utilitzant la música popular mexicana i, al mateix temps, l'ús de la improvisació musical. La investigadora Esperanza Vázquez va trobar una partitura proporcionada per la família Villatoro, la qual va ser presa com a referència musical per a la pel·lícula.

## Locacions
Aquest film va ser realitzat al Molino de la Marquesa situat a la ciutat d'Orizaba, Veracruz.

## Repartiment
- Carlos Villatoro
- Lupe Bonilla
- Manolo de los Ríos
- Octavio Valencia
- Ignacio Ojeda
- Rafel Ojeda
- Hortensia Valencia
- Guillermo Pacheco
- Manuel Carrillo[3]